# Freisa d’Asti
Freisa d’Asti ist ein italienischer Rotwein aus der Provinz Asti in der Region Piemont. Der Wein besitzt seit 1972 eine „kontrollierte Herkunftsbezeichnung“ (Denominazione di origine controllata – DOC), die zuletzt am 7. März 2014 aktualisiert wurde.

## Anbau
Der Rotwein wird in der ganzen Provinz Asti angebaut, mit Ausnahme der Gemeinden Cellarego und Villanova d’Asti.
Zugelassene Rebflächen befinden sich in den 118 Gemeinden:
Agliano Terme, Albugnano, Antignano, Aramengo, Asti, Azzano d’Asti, Baldichieri d’Asti, Belveglio, Berzano di San Pietro, Bruno, Bubbio, Buttigliera d’Asti, Calamandrana, Calliano Monferrato, Calosso, Camerano Casasco, Canelli, Cantarana, Capriglio, Casorzo, Cassinasco, Castagnole Monferrato, Castagnole delle Lanze, Castel Boglione, Castel Rocchero, Castell’Alfero, Castellero, Castelletto Molina, Castello di Annone, Castelnuovo Belbo, Castelnuovo Calcea, Castelnuovo Don Bosco, Cellarengo, Celle Enomondo, Cerreto d’Asti, Cerro Tanaro, Cessole, Chiusano d’Asti, Cinaglio, Cisterna d’Asti, Coazzolo, Cocconato, Corsione, Cortandone, Cortanze, Cortazzone, Cortiglione, Cossombrato, Costigliole d’Asti, Cunico, Dusino San Michele, Ferrere, Fontanile, Frinco, Grana, Grazzano Badoglio, Incisa Scapaccino, Isola d’Asti, Loazzolo, Maranzana, Maretto, Moasca, Mombaldone, Mombaruzzo, Mombercelli, Monale, Monastero Bormida, Moncalvo, Moncucco Torinese, Mongardino, Montabone, Montafia, Montaldo Scarampi, Montechiaro d’Asti, Montegrosso d’Asti, Montemagno, Montiglio Monferrato, Moransengo, Nizza Monferrato, Olmo Gentile, Passerano Marmorito, Penango, Piea, Pino d’Asti, Piovà Massaia, Portacomaro, Quaranti, Refrancore, Revigliasco d’Asti, Roatto, Robella, Rocca d’Arazzo, Roccaverano, Rocchetta Palafea, Rocchetta Tanaro, San Damiano d’Asti, San Giorgio Scarampi, San Martino Alfieri, San Marzano Oliveto, San Paolo Solbrito, Scurzolengo, Serole, Sessame, Settime, Soglio, Tigliole, Tonco, Tonengo, Vaglio Serra, Valfenera, Vesime, Viale, Viarigi, Vigliano d’Asti, Villa San Secondo, Villafranca d’Asti und Vinchio.
Im Jahr 2019 wurden 8.991 hl DOC-Wein hergestellt. Der Wein wird 6 Monate bis zu einem Jahr beim Winzer ausgebaut und kann bei Käufer noch etwa 2 Jahre altern.

## Erzeugung
Er wird zu 100 % aus der Rebsorte Freisa hergestellt. Vereinzelt werden Rotweine als Schaumwein in den Richtungen Frizzante oder Spumante ausgebaut, bei denen noch eine leichte Restsüße verbleibt. Um die Bezeichnung Superiore tragen zu dürfen, muss der Wein bis zum 1. November des auf die Ernte folgenden Jahres beim Erzeuger gereift sein.

## Beschreibung
Laut Denomination (Auszug):

### Freisa d’Asti
- Farbe: granatrot bis kirschrot, bei Alterung Tendenz zu orange
- Geruch: charakteristisch zart mit Anklängen an Himbeeren und Rosen
- Geschmack: süß, frisch, mit deutlichem Himbeeraroma
- Alkoholgehalt: mind. 11 Vol.-%
- Gesamtsäure: mind. 5,5 g/l
- Trockenextraktgehalt: mind. 19 g/l

### Freisa d’Asti Superiore
- Farbe: granatrot bis kirschrot, bei Alterung Tendenz zu orange
- Geruch: charakteristisch zart mit Anklängen an Himbeeren
- Geschmack: süß, frisch, mit deutlichem Himbeeraroma
- Alkoholgehalt: mind. 11,5 Vol.-%
- Gesamtsäure: mind. 5,5 g/l
- Trockenextraktgehalt: mind. 20 g/l